# Vivès
Vivès is een gemeente in het Franse departement Pyrénées-Orientales (regio Occitanie) en telt 128 inwoners (1999). De plaats maakt deel uit van het arrondissement Céret.

## Geografie
De oppervlakte van Vivès bedraagt 10,7 km², de bevolkingsdichtheid is 12,0 inwoners per km².

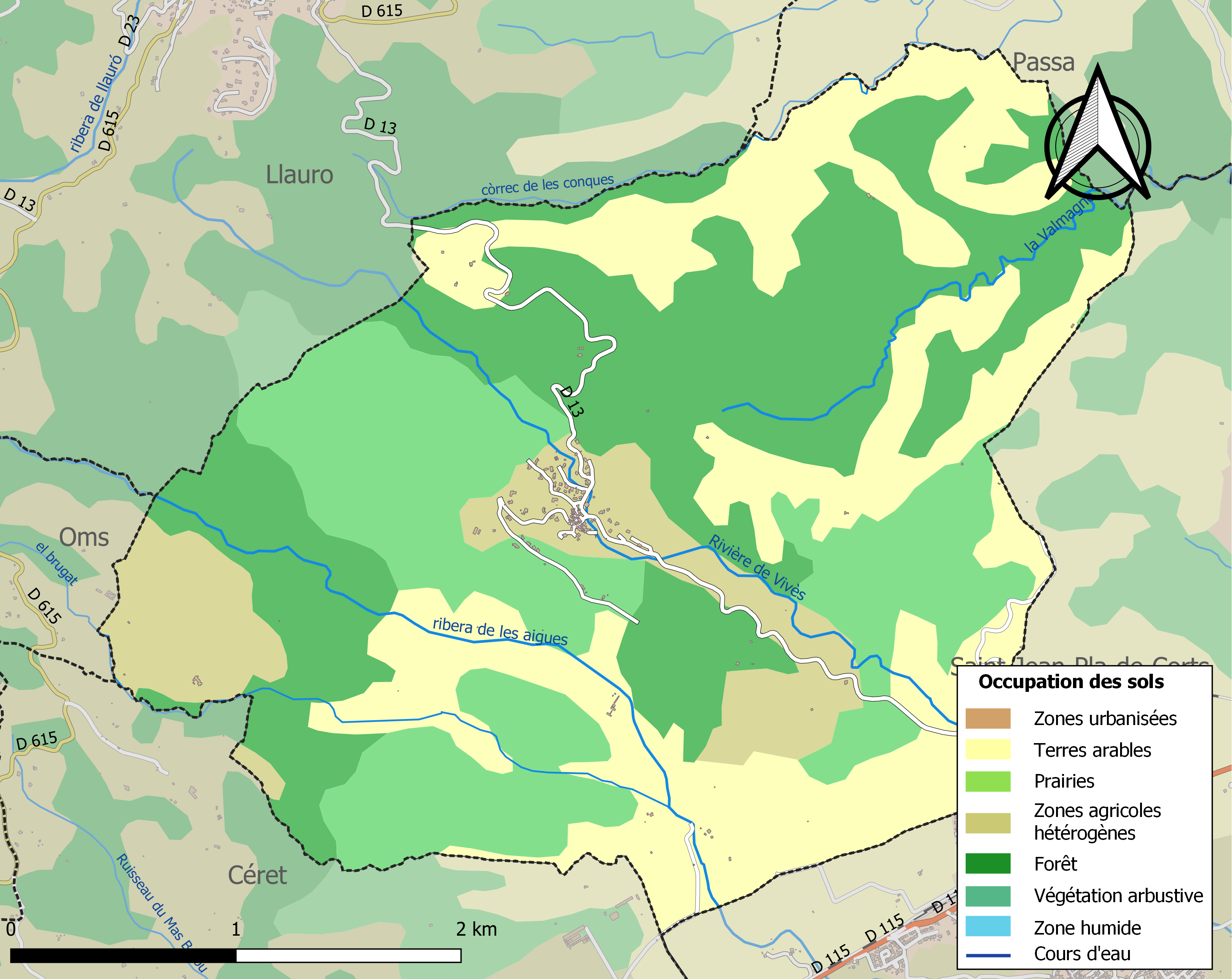
Kaart van de gemeente met de belangrijkste infrastructuur, bodemgebruik en omliggende gemeenten

## Demografie
Onderstaande figuur toont het verloop van het inwonertal (bron: INSEE-tellingen).

## Externe links

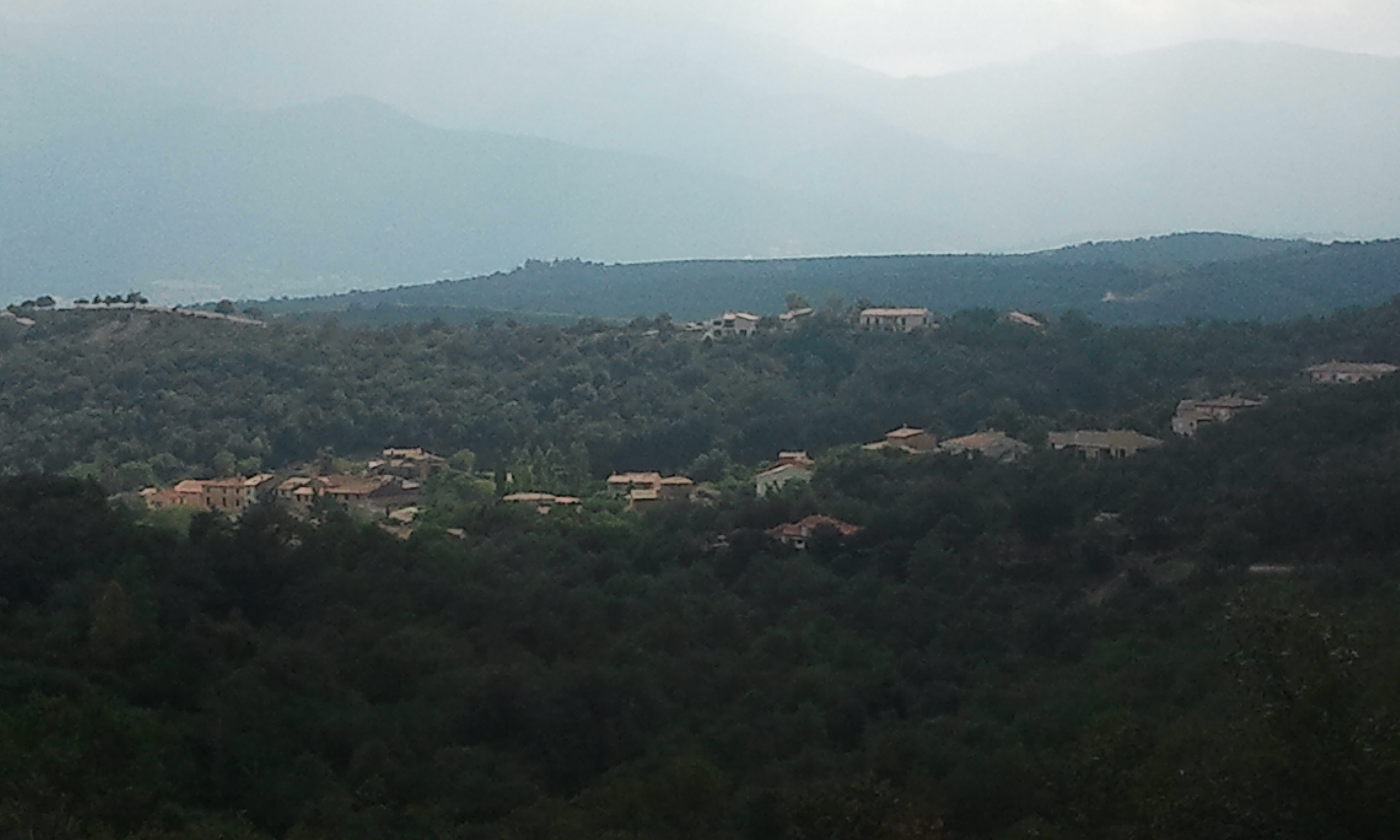
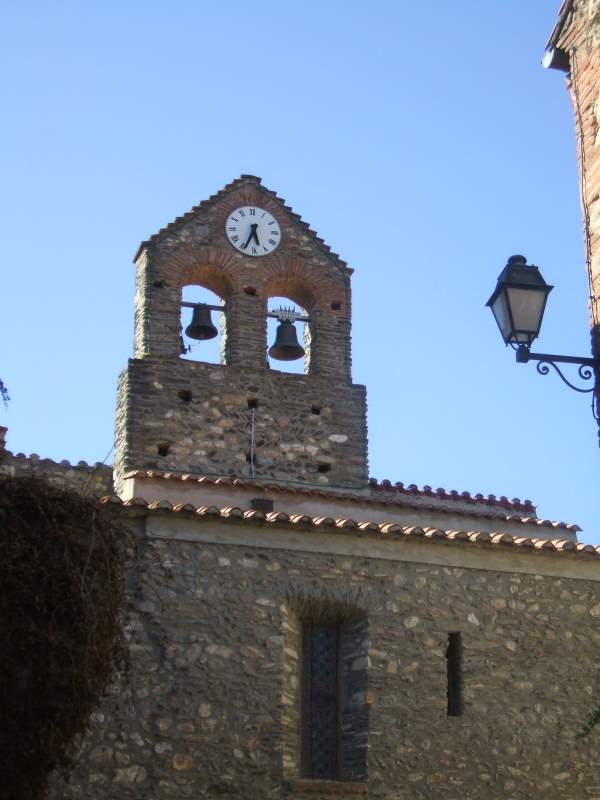
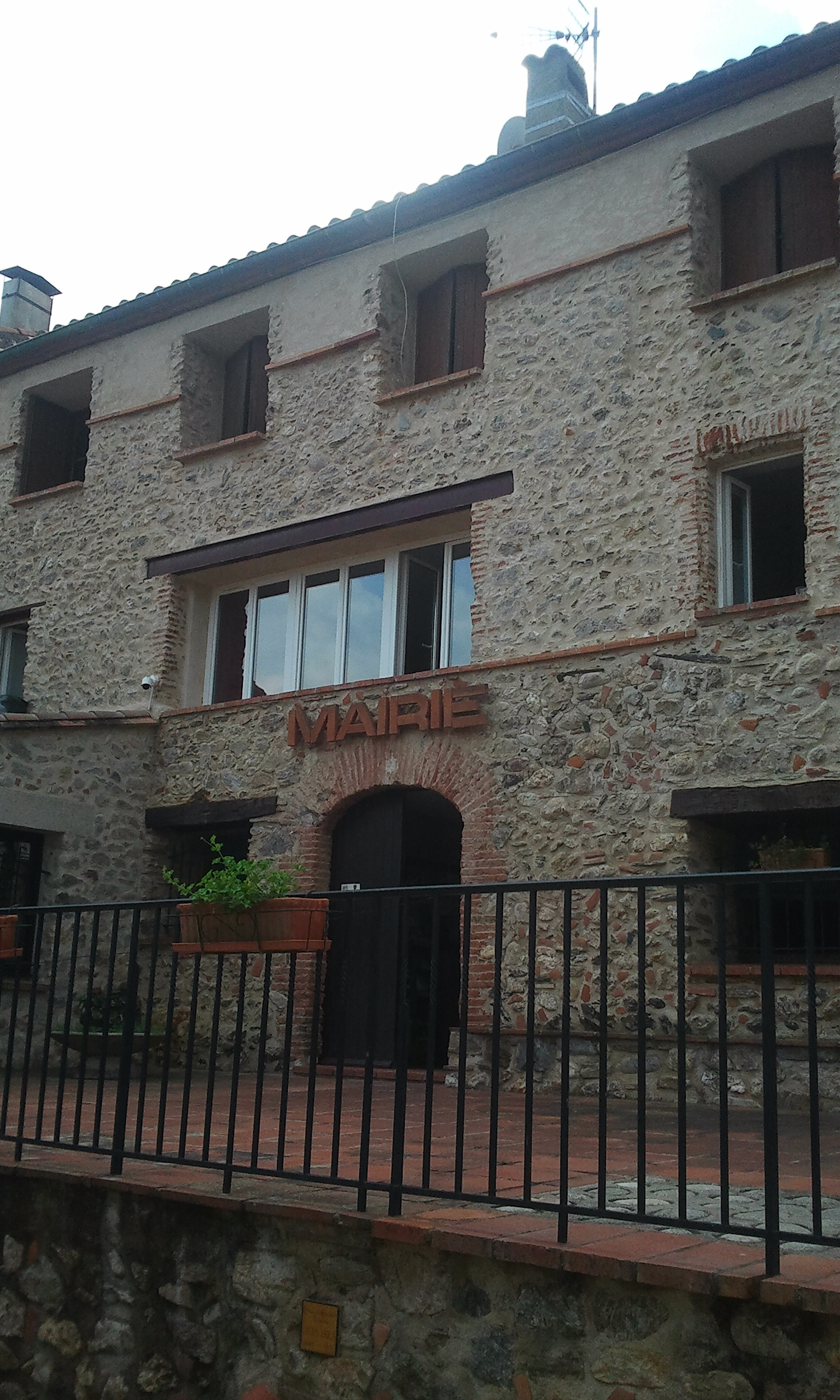